# Goukouni Oueddei
Goukouni Oueddei (1944), político de Chad, presidente de su país entre 1979 y 1982.                                                                            

## Biografía
Hijo de Oueddei Kichidemi, jefe de la nación de los Tedas, al norte del país, entró en la política a fines de los años 60, como militante del Frente de Liberación Nacional del Chad (FROLINAT), dirigido por Abba Siddick. El FROLINAT se oponía al predominio político de que disfrutaban los sureños bajo la presidencia de François Tombalbaye, y abogaba por la participación de los pueblos del centro y norte del país. Tras el asesinato de Tombalbaye en 1975, las tensiones entre los dos extremos geográficos escalaron hasta una convulsionada guerra civil que envolvió a varios grupos políticos chadianos, Libia, los Estados Unidos y Francia. El conflicto se prolongó durante los años 80. Oueddei veía al régimen dictatorial de Tombalbaye como un instrumento para la continuidad de la hegemonía francesa en Chad.
Fue instalado como jefe de Estado interino el 23 de marzo de 1979. Fue aclamado presidente del Gobierno Transicional de Unidad Nacional (GUNT) que buscaba la reconciliación entre las facciones en conflicto, el 10 de noviembre de ese mismo año. Oueddei, un neutral en la Guerra Fría que apoyaba a Libia, fue jefe de Estado; Wadel Abdelkader Kamougué (un sureño moderado) vicepresidente; Hissène Habré (un norteño prooccidental) ministro de Defensa; y Acyl Ahmat (un árabe estrechamente ligado a Libia) ministro de Relaciones Exteriores.
Rivalidades personales (especialmente entre los otrora aliados Oueddei y Habré) limitaron la efectividad del gobierno y contribuyeron a la precepción de Oueddei como un indeciso títere del líder libio Muammar al-Gaddafi. Incluso fue una propuesta libia de anexar Chad lo que llevó a dibujar la oposición de los campos ideológicos. En un desesperado intento de salvar a su atribulado gobierno, Oueddei nombró a Djidingar Dono Ngardoum como primer ministro el 19 de mayo de 1982. Sin embargo, el GUNT fue derrocado el 7 de junio por los leales a Habré. Oueddei voló hacia el exilio en Argelia, Acyl murió en un accidente, y Kamougué perdió mucho de su base al consolidar Habré su poder en una dictadura militar centralizada.
En 1983, retornó a Chad, con una considerable ayuda libia, para combatir al régimen de Habré mediante una guerra de guerrillas. Era el opositor chadiano más reconocido, y sus opiniones poseían un peso significativo, aunque Habré solo le ofreció concesiones limitadas en un intento de reconciliarse con él. Según trascendió, el expresidente demandó una nueva Constitución y la liberalización de la actividad de los partidos políticos, a lo que Habré no accedió.
Oueddei se reunió con el actual presidente chadiano Idriss Déby el 17 de abril de 2007 en Libreville, (Gabón), para discutir acerca de los caminos para acabar con la guerra civil. Afirmando que Chad está en grave peligro, Oueddei expresó su esperanza de poder usar su "autoridad moral" para salvarlo. Dijo que, por su parte, desearía ser autorizado a retornar de su exilio en el futuro, y agregó que Déby había accedido a ello. El 19 de abril, los líderes de ambos grupos rebeldes rechazaron el ofrecimiento de Oueddei para una mediación.
Volvió a Chad el 30 de julio de 2007, acompañado de otros veinte opositores al régimen exiliados, para una discusión con Déby acerca de la rebelión y cómo resolver la situación. Tanto Oueddei como los otros dejaron Chad y retornaron a Libreville el mismo día. 
| Predecesor: Félix Malloum Lol Mohamed Shawa | Jefe de Estado de la República de Chad (Presidente del Gobierno de Unidad Nacional de Transición) 1979 1979-1982 | Sucesor: Lol Mohamed Shawa Hissène Habré |